# I piccioli virtuosi ambulanti
I piccioli virtuosi ambulanti (em português: Os virtuosos músicos ambulantes) é uma ópera do compositor italiano Gaetano Donizetti.